# Cameraria trizosterata
Cameraria trizosterata är en fjärilsart som beskrevs av Tosio Kumata 1993. Cameraria trizosterata ingår i släktet Cameraria och familjen styltmalar. Inga underarter finns listade i Catalogue of Life.